# ديفيد ستيل
ديفيد ستيل (بالإنجليزية: David Steele)‏ (29 يونيو 1894 في المملكة المتحدة - 23 مايو 1964) هو مدرب كرة قدم ولاعب كرة قدم بريطاني (وحمل سابقاً جنسية المملكة المتحدة لبريطانيا العظمى وأيرلندا) في مركز نصف الجناح. شارك مع منتخب اسكتلندا لكرة القدم. أما مع النوادي، فقد لعب مع بريستون نورث إيند ونادي بريستول روفيرز ونادي سانت ميرين وهدرسفيلد تاون وArmadale F.C. ‏ ونادي برادفورد بارك أفنيو.

## وصلات خارجية
- ديفيد ستيل على موقع قاعدة بيانات كرة القدم.إي يو (الإنجليزية)
- ديفيد ستيل على موقع Soccerbase.com (مدرب) (الإنجليزية)